# Ярусов, Дмитрий Антонович
Дмитрий Антонович Ярусов (26 января 1914, Жганево, Соликамский уезд, Пермская губерния, Российская империя — 22 июля 1993, Красноуральск, Свердловская область, Россия) — Герой Социалистического Труда (1961), старший плавильщик Красноуральского медеплавильного комбината Свердловского совнархоза. Участник Великой Отечественной войны.

## Биография
Родился 26 января 1914 года в деревне Жганево Пермской губернии (ныне — Юсьвинский район Коми-Пермяцкого автономного округа Пермского края) в крестьянской семье, где было ещё 4 брата и одна сестра. В 1918 году умерла мать, и вся тяжесть по воспитанию детей легла на отца. Дмитрий закончил только пять классов.
Трудовую деятельность начал очень рано, занимался лесозаготовкой, работал в местном колхозе. В возрасте 15 лет, стал заниматься углежжением. А в 17 лет, в 1931 году переехал в город Красноуральск Свердловской области, где поступил на Красноуральский медеплавильный завод разнорабочим, был откатчиком, загрузчиком, горновым на выпуске штейна, плавильщиком, затем старшим плавильщиком, трудился в отражательном переделе, перед самой войной был сменным мастером. В 1936 году был призван в Красную Армию, в 1936—1938 годах служил на Дальнем Востоке. В 1938—1941 годах продолжил работать на заводе.
В 1941 году призван в армию, воевал на Волховском фронте, 10 июня 1942 году был тяжело ранен в руку, получил инвалидность.
В 1944 году вернулся на Красноуральск, в сберегательную кассу контролером. Однако, по рекомендации директора Д. С. Неустроева, вернулся на Красноуральский медеплавильный завод сменным мастером в отражательный передел цеха. В 1945 году переведен на должность старшего плавильщика.
Вносил свои рационализаторские предложения, так одно из них было связано с прекращением остановки печей для пересменки в течение 15 минут, печи в это время не грузили. Обосновал возможность осмотра печей через форсунки (шлаковые окна) и вести прощупывание деревянными шуровками, печи не останавливались, что давало экономию до 30 тысяч рублей в год.
В 1975 году зажёг Вечный огонь у обелиска Славы.
В 1975 году был делегатом Всесоюзной научно-практической конференции в Москве по поводу 40-летия стахановского движения, был делегатом XIII съезда профсоюзов СССР в марте 1964 года.
Скончался 22 июля 1993 года.

## Память
В июне 2000 года решением Красноуральской городской Думы была установлена памятная доска на доме № 29 по улице Ленина, где жил Дмитрий Антонович и где по сей день проживает его семья.

## Награды
За свои достижения была награждена:
- орден Отечественной войны II степени;
- медаль «За отвагу» (СССР);
- медаль «За трудовую доблесть»;
- 1954 — орден Трудового Красного Знамени «за самоотверженный труд»;
- 07.06.1961 — звание Герой Социалистического Труда с золотой медалью Серп и Молот и орден Ленина «за высокие технико-экономические показатели и выдающиеся успехи, достигнутые в деле развития цветной металлургии»;
- медаль «За воинскую доблесть»;
- 1975 — первая премия «за большие заслуги в развитии массового социалистического соревнования в период первых пятилеток»;
- малая Золотая медаль ВДНХ СССР.